# Bruce Yarnell
Bruce Yarnell (* 28. Dezember 1935 in Los Angeles, Kalifornien; † 30. November 1973 in den Santa Monica Mountains, Kalifornien) war ein US-amerikanischer Schauspieler, Musical- und Opernsänger.

## Leben
Yarnell hatte 1960 sein Broadwaydebüt als Sir Lionel in der Originalproduktion von Camelot. Danach spielte er in E. Y. Harburgs The Happiest Girl in the World, wofür er 1961 als Teil des Ensembles mit dem Theatre World Award ausgezeichnet wurde. Im selben Jahr erhielt er die Rolle des Chalk Breeson, eine der Hauptrollen in der zweiten Staffel der Westernserie Outlaws. Die Serie wurde nach dem Ende der Staffel eingestellt, woraufhin Yarnell Gastrollen in Fernsehserien annahm. Unter anderem war er in zwei Folgen der Serie Bonanza als Muley Jones zu sehen, in denen er auch sang. 1963 stellte er an der Seite von Jack Lemmon und Shirley MacLaine den Hippolyte in Billy Wilders Irma la Douce dar. Obwohl es sich um eine größere Rolle in einem sehr erfolgreichen, Oscar-prämierten Spielfilm handelte, schlossen sich zunächst keine weiten Filmrollen an. Stattdessen kehrte er 1966 an den Broadway zurück und trat dort in Annie Get Your Gun neben Ethel Merman in der männlichen Hauptrolle auf.
Mit Beginn der 1970er Jahre wandte er sich der Oper zu und wechselte an die San Francisco Opera. Dort trat er zwischen 1971 und 1973 in verschiedenen Produktionen auf, darunter Madama Butterfly, Aida und Tosca. Nach seinem letzten Auftritt als Marcello in La Bohème verunglückte er mit seinem Privatflugzeug. Er und zwei Passagiere kamen kurz nach dem Verlassen des Flughafens von Los Angeles bei dem Absturz in den Santa Monica Mountains ums Leben.
Seine Schwester Lorene Yarnell war im Showgeschäft als Schauspielerin, Stepptänzerin und Pantomimin tätig.

## Filmografie
- 1961–1962: Outlaws (Fernsehserie, 24 Folgen)
- 1963: The Wide Country (Fernsehserie, Folge 1x27)
- 1963: Das Mädchen Irma la Douce (Irma la Douce)
- 1964/1965: Bonanza (Fernsehserie, 2 Folgen)
- 1965: Ein Käfig voller Helden (Hogan’s Heroes, Fernsehserie, Folge 1x11 Der Zahnarzttermin)
- 1966: The Smothers Brothers Show (Fernsehserie, Folge 1x32)
- 1966: Good Old Days (Fernsehfilm)
- 1966: Pistolen und Petticoats (Pistols ’n’ Petticoats, Fernsehserie, Folge 1x00)
- 1967: Annie Get Your Gun (Fernsehfilm)
- 1968: The Legend of Robin Hood (Fernsehfilm)
- 1968: The Road Hustlers

## Broadway
- 1960: Camelot
- 1961: The Happiest Girl in the World
- 1966: Annie Get Your Gun

## Oper (Auswahl)
- 1971: Madama Butterfly
- 1972: Aida
- 1972: Tosca
- 1973: Die Fledermaus
- 1973: La Bohème

## Auszeichnungen
- 1961: Theatre World Award für The Happiest Girl in the World